# Bedrijvenzone Bollaar-Mallekot

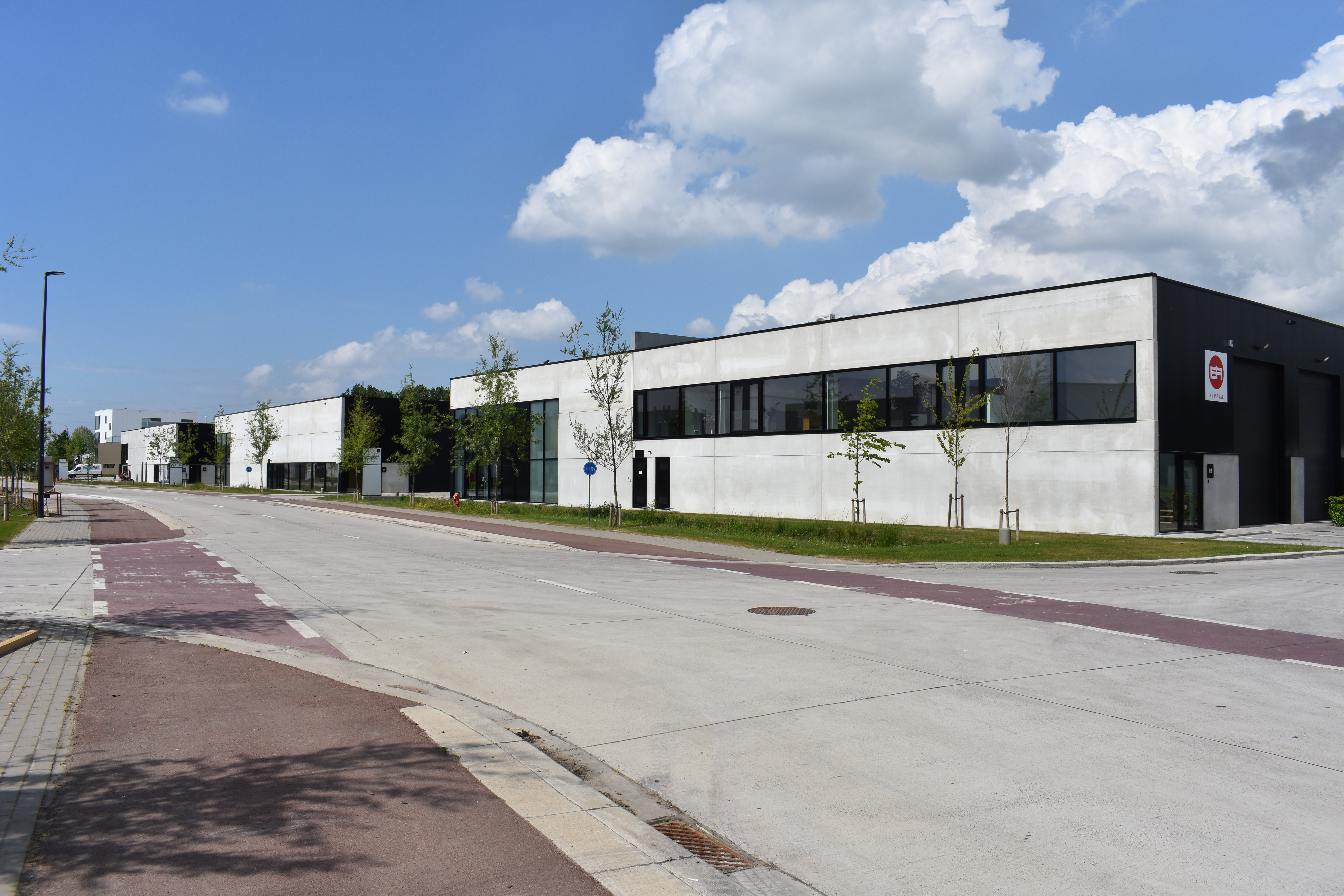
Nieuwbouw in de zone Bollaar (2022)

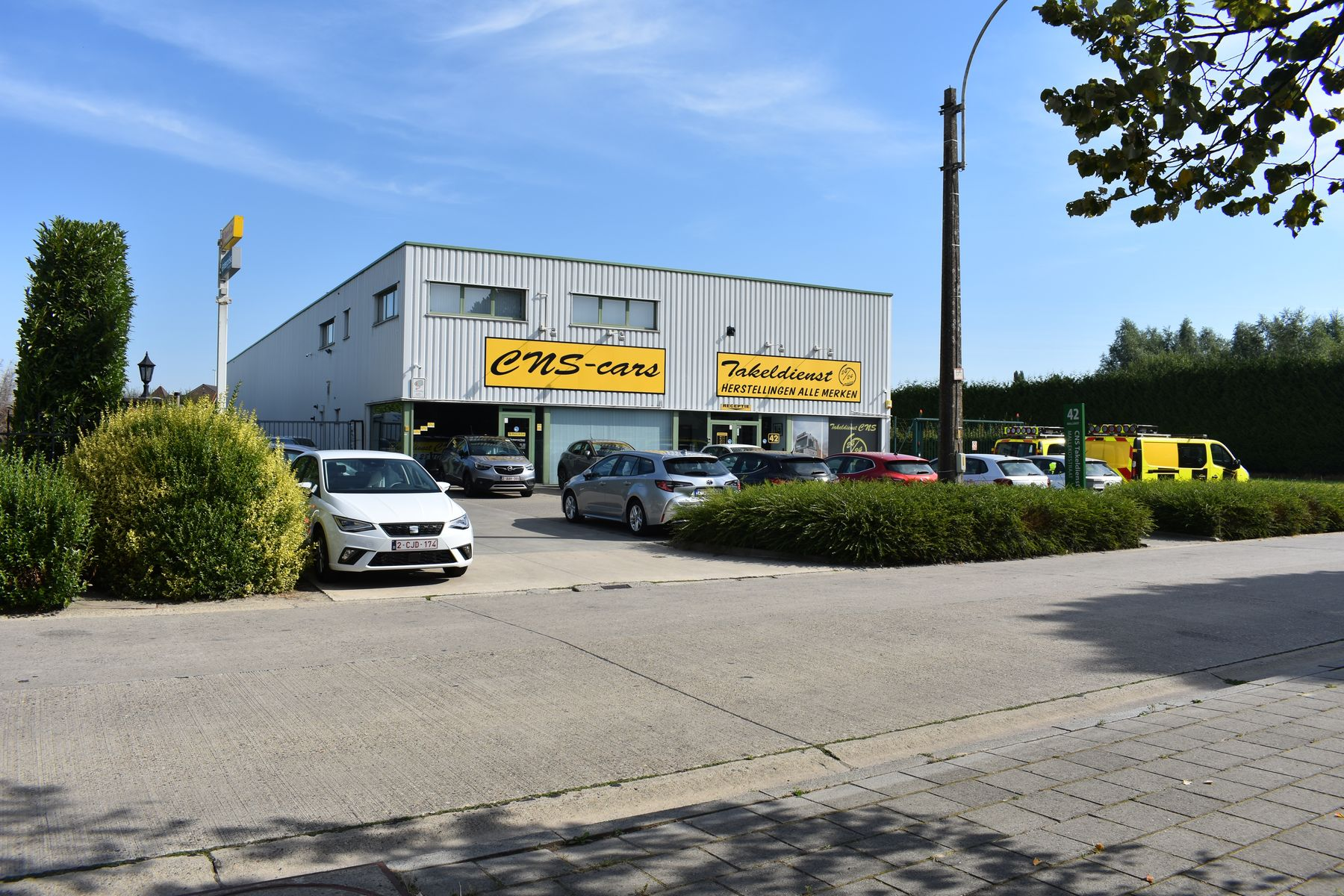
Een takelbedrijf in de zone Mallekot

De Bedrijvenzone Bollaar-Mallekot te Lier bestaat uit het bedrijventerrein Bollaar en aansluitend de KMO-zone Mallekot. De zone ligt noordwest van de stadskern, in de oksel van de ring (R16) en de Bollaarstraat, aan de Mallekotstraat tot de Hagenbroeksesteenweg, en in het zuidoosten begrensd door het watergebied van de Duwijk- en Lisperloop, en de wijk Bogerse Velden.

## Bollaar
De zone Bollaar omvat de Bollaarstraat (oostzijde), Vakenderveld, Schaarbroek, Ondernemersstraat, Mallekotstraat en Stenenstap. Het ruimtelijk uitvoeringsplan (RUP) Bollaar werd in mei 2012 voorgesteld, en in oktober 2013 door de gemeenteraad aangenomen. Het bedrijventerrein heeft een oppervlakte van ca. 16 ha. Het bestaande metaalbedrijf Greif Belgium aan de Bollaarstraat werd mee opgenomen in het RUP.

## Mallekot
Het gemeentelijk ruimtelijk uitvoeringsplan (RUP) ‘Mallekot’ heeft betrekking op een rechthoekig gebied van ongeveer 11,5 ha aan de noordkant van de stad, langs de ring (R16). Het betreft de Mallekotstraat, Stenenstap, Hagenbroeksesteenweg en Lisperloop. Het gebied moest volgens het RUP “Mallekot” een gemengde zone worden voor ambachtelijke bedrijven en KMO’s, een school (de Steinerschool) en “woningen met een landelijk karakter”.